# Sanguisorba tenuifolia
Sanguisorba tenuifolia är en rosväxtart som beskrevs av Fisch. och Heinrich Friedrich Link. Sanguisorba tenuifolia ingår i släktet storpimpineller, och familjen rosväxter.

## Underarter
Arten delas in i följande underarter:
- S. t. alba
- S. t. grandiflora